# Allerton Mauleverer with Hopperton
Allerton Mauleverer with Hopperton est une paroisse civile du Yorkshire du Nord, en Angleterre.